# Petromus
Нокі (Petromus) — рід мишоподібних ссавців родини Petromuridae. 
Нині зберігся один вид — P. typicus, а з пліоцену відомі два викопні види, найдавнішим є Petromus antiquus з раннього пліоцену.